# Altena (Germania)
Altena è una città di 16 389 abitanti della Renania Settentrionale-Vestfalia, in Germania.
Appartiene al distretto governativo (Regierungsbezirk) di Arnsberg e al circondario della Marca.
Altena si fregia del titolo di "Media città di circondario" (Mittlere kreisangehörige Stadt).